# Bengt Stengård
Bengt Arne Johannes Stengård, född 3 januari 1918 i Guldrupe, Gotlands län, död 5 juni 2007, var en svensk bankdirektör.

## Biografi
Stengård var son till folkskolläraren Alex Stengård och Ruth Sjögren. Han tog studentexamen i Visby 1938 och diplomerades från Handelshögskolan i Stockholm 1945. Stengård var tjänsteman på Riksbanken 1939-1945, amanuens på sparbanksinspektionen 1946, bankkamrer vid Ljunits och Herrestads sparbank 1948 och vid Länssparbanken i Jönköping 1949. Han var byrådirektör och ledamot av sparbanksinspektionen 1953-1957 och verkställande direktör vid Varbergs Sparbank från 1957. Han var överförmyndare från 1965 och medlem av Svenska Frimurare Orden.
Stengård gifte sig 1945 med Anne-Marie Fagerberg, dotter till handlanden Alexander Fagerberg och Linnea Pettersson. Han var far till Birgitta (född 1945), Johan (född 1949) och Anna-Karin (född 1953). Stengård avled 2007 och gravsattes på Östra kyrkogården i Varberg.